# Limnophora scotti
Limnophora scotti este o specie de muște din genul Limnophora, familia Muscidae, descrisă de Fritz Isidore van Emden în anul 1959.
Este endemică în Etiopia. Conform Catalogue of Life specia Limnophora scotti nu are subspecii cunoscute.